# 서준 (배우)
서준(본명 : 배진섭, 1991년 2월 27일 ~ )은 대한민국의 배우이다.

## 출연 작품

### 영화
- 《좀비스쿨》 (2015년) - 철기 역[4]

### 드라마
- 《사이코지만 괜찮아》 (tvN, 2020년) - 권민석 역
- 《옥중화》 (MBC, 2016년)
- 《끝없는 사랑》 (SBS, 2014년) - 칠성 역
- 《장옥정, 사랑에 살다》 (SBS, 2013년) - 현무 역
- 《무신》 (MBC, 2012년) - 오승적 역
- 《포세이돈》 (KBS2, 2011년) - 문승찬 역
- 《스타일》 (SBS, 2009년)[5]
- 《태양을 삼켜라》 (SBS, 2009년) - 에디터 역